# Félix Malloum
Félix Malloum ou Félix Malloum Ngakoutou Bey-Ndi (Sarh, 10 de setembro de 1932 - Paris, 12 de junho de 2009) foi um político do Chade. Serviu como oficial no Exército do Chade e como membro do Partido Progressista do Chade. Posteriormente se tornou Chefe do Estado Maior com a patente de coronel. Ele foi preso pelo presidente François Tombalbaye, mas foi libertado depois de um golpe de Estado bem sucedido em 13 de abril de 1975. Atuou como presidente e primeiro-ministro do Chade até 29 de agosto de 1978, quando Hissène Habré foi nomeado primeiro-ministro para integrar os rebeldes armados do norte no governo. No entanto, não obteve sucesso e renunciou à presidência em 23 de março de 1979.
Malloum se aposentou da política e se estabeleceu na Nigéria. Ele voltou para a capital do Chade, N'Djamena, em 31 de maio de 2002, após 23 anos no exílio. Após seu retorno, teve direito a vários benefícios autorizados a ex-presidentes, os benefícios incluíram um estipêndio mensal de 3 000 000 de francos CFA, uma residência, e a cobertura das suas despesas de saúde, junto com dois veículos e um motorista.
Malloum morreu de parada cardíaca aos 76 anos em 12 de junho de 2009, no Hospital Americano de Paris, França.